# Фогарти, Томас Джеймс
Томас Джеймс Фогарти (англ. Thomas James Fogarty; род. 25 февраля 1934 года, Цинциннати, Огайо) — американский хирург и изобретатель. Наиболее известен, как изобретатель баллонного эмболэктомического катетера, название которого стало эпонимом — катетера Фогарти.
Томас Фогарти родился 25 февраля 1934 года в бедной ирландской католической семье в Цинциннати, штат Огайо. Томас был младшим из трёх детей. Его отец работал инженером на железной дороге, умер, когда Томасу Фогарти было восемь лет. Склонность к изобретательству проявилась у него с детства. Томас изготавливал модели самолётов, любил чинить сломанные устройства, ремонитровал сцепление на своём скутере.
В школе Томас Фогарти не был прилежным учеником. Увлекался боксом.
Чтобы помочь семье Томас Фогарти, будучи старшеклассником, в конце 1940-х устроился в больницу Доброго самаритянина в Цинциннати. Здесь он увидел первые операции в своей жизни, познакомился с доктором Джеком Крэнли (англ. Dr. Jack Cranley).
По окончании школы Томас Фогарти вознамерился стать врачом, поступил в Университет Ксавье в Цинциннати. Его наставником был знакомый доктор Джек Крэнли. В 1956 году Томас окончил обучение в университете со степенью бакалавра в области биологии. Дальнейшее образование продолжил в Университетском медицинском колледже Цинциннати, который окончил с отличием (лат. summa cum laude) в 1960 году.
Ординатуру проходил в Универститетской медицинской школе Орегона в Портленде.
За годы обучения наблюдал много операций по удалению тромбов сосудов нижних конечностей, при которых выполнялся большой разрез, нередко оперативное лечение заканчивалось неудачно — ампутацией конечности или летальным исходом. Фогарти занялся изучением эндоваскулярных методов лечения. В начале 1960-х годов, экспериментируя с мочевым катетером, Томас Фогарти разработал баллонный катетер, который проводился в поражённом кровеносном сосуде за тромб, после чего раздувался баллон и выполнялось удаление тромба путём движения катетера в обратную сторону. Эта методика оказалась гораздо менее инвазивной. Долгое время Томас Фогарти не мог найти компанию, чтобы пустить устройство в серийное производство. Его поддерживал доктор Джек Крэнли. Поначалу они изготавливали катетеры вручную. Только в 1969 году Томас Фогарти запатентовал своё изобретение, и удалось запустить катетер Фогарти в серийное производство.
После завершения обучения в ординатуре Томас Фогарти стал сердечно-сосудистым хирургом. В 1969 году начал преподавать в Стэнфордском университетском медицинском центре, Стэнфорд, Калифорния. В 2001 году включён в Национальный зал славы изобретателей.
Увлекается виноделием. Владеет землёй в горах возле Санта-Круз, Калифорния. В 1981 году основал собственную винодельню (англ. Thomas Fogarty Winery and Vineyards). Особо известны его вина из сортов винограда пино-нуар и шардоне.